# HK Slawia Sofia
Der HK Slawia Sofia ist die Eishockeyabteilung des bulgarischen Sportvereins Slawia Sofia aus Sofia, welche der Bulgarischen Eishockeyliga angehört. Die Spielstätte des HK Slawia Sofia ist das Slawia Eisstadion.

## Geschichte
Der Verein wurde 1919 unter dem Namen NFD Slawija Sofia gegründet. Nachdem der Verein von 1949 bis 1951 als DSO Strojitel Sofia, sowie anschließend sechs Jahre als HK Udarnik Sofia antrat, heißt er seit 1957 durchgehend HK Slawia Sofia. Mit 20 gewonnenen Meisterschaften ist Slawia Sofia bulgarischer Rekordmeister. Zudem wurde das Team zwölfmal Vizemeister und gewann zwölfmal den nationalen Pokalwettbewerb. Zuletzt gewann Slawia 2008 und 2009 jeweils das Double aus Meisterschaft und Pokalgewinn, wobei man sich in der Meisterschaft jeweils gegen den HK ZSKA Sofia durchsetzte. Als bulgarischer Vertreter nahm Slawia mehrfach am IIHF Continental Cup teil, in dem es jedoch nie über die zweite Runde hinauskam.

## Erfolge
- Bulgarischer Meister (20): 1953, 1954, 1985, 1987, 1988, 1991, 1993, 1994, 1996, 1997, 1998, 2000, 2001, 2002, 2004, 2005, 2008, 2009, 2010, 2011, 2012
- Bulgarischer Vizemeister (15): 1952, 1976, 1980, 1981, 1982, 1990, 1992, 1995, 1999, 2003, 2006, 2014, 2015, 2016, 2017
- Bulgarischer Pokal (13): 1954, 1963, 1970, 1992, 1993, 1994, 2001, 2002, 2003, 2004, 2008, 2009, 2010, 2011